# إدموند أ. تشيستر
إدموند أ. تشيستر (بالإنجليزية: Edmund A. Chester)‏ هو صحفي أمريكي، ولد في 22 يونيو 1897، وتوفي في 14 أكتوبر 1973.